# Elnora, Alberta
Elnora är en ort i Kanada.   Den ligger i provinsen Alberta, i den centrala delen av landet, 2 800 km väster om huvudstaden Ottawa. Elnora ligger 938 meter över havet och antalet invånare är 313.
Terrängen runt Elnora är huvudsakligen platt. Elnora ligger uppe på en höjd. Trakten runt Elnora är nära nog obefolkad, med mindre än två invånare per kvadratkilometer.. Närmaste större samhälle är Trochu, 16,7 km söder om Elnora.
Trakten runt Elnora består till största delen av jordbruksmark.